# Halálos harcmező
A Halálos harcmező (eredeti cím: Outside the Wire) 2021-ben bemutatott amerikai sci-fi-akciófilm, melyet Mikael Håfström rendezett. A főszerepben Anthony Mackie, Damson Idris, Emily Beecham, Michael Kelly és Pilou Asbæk látható.
A film 2021. január 15-én jelent meg a Netflixen, általánosságban vegyes kritikákat kapott az értékelőktől.

## Szereplők
| Szerep                            | Színész                | Magyar hang     |
| --------------------------------- | ---------------------- | --------------- |
| Leo kapitány, android katonatiszt | Anthony Mackie         | Papp Dániel     |
| Thomas Harp hadnagy, drónpilóta   | Damson Idris           | Miller Dávid    |
| Sofiya                            | Emily Beecham          | Bartsch Kata    |
| Lara Thomas                       | Kosar Pourreza         |                 |
| Eckhart ezredes                   | Michael Kelly          | Jakab Csaba     |
| Victor Koval                      | Pilou Asbæk            | Makranczi Zalán |
| Mandy Bale                        | Kristina Tonteri-Young | Ténai Petra     |
| Reggie                            | Bobby Lockwood         |                 |
| Adams                             | Elliot Edusah          |                 |

## Gyártás
A filmet 2019 júniusában jelentették be, Anthony Mackie lett a film főszereplője és producere, Mikael Håfström pedig a rendezője. Damson Idris és Emily Beecham a következő hónapban csatlakozott a stábhoz. Michael Kelly és Pilou Asbæk később aláírtak a filmre. A forgatása 2019 augusztusában kezdődött Budapest környékén, nyolc hétig tartott.

## Bemutató
A Halálos harcmező 2021. január 15-én jelent meg digitálisan a Netflixen. A debütáló hétvégéjén a platformon nézték meg a legtöbben. 2021. április 20-án a Netflix arról számolt be, hogy a filmet 66 millió otthoni ember nézte meg az első negyedévben.

## Fordítás
- Ez a szócikk részben vagy egészben  az   Outside the Wire című angol Wikipédia-szócikk fordításán alapul.  Az eredeti cikk szerkesztőit annak laptörténete sorolja fel. Ez a jelzés csupán a megfogalmazás eredetét és a szerzői jogokat jelzi, nem szolgál a cikkben szereplő információk forrásmegjelöléseként.